# 亞歷山大二世遇刺
亞歷山大二世遇刺是指在1881年3月13日，全俄羅斯的皇帝亞歷山大二世在當時俄羅斯帝國首都聖彼得堡遭遇的暗殺事件。在過去，沙皇亞歷山大二世曾經遭遇過數次暗殺事件，例如德米特里·卡拉科佐夫、亞歷山大·索洛維耶夫均曾嘗試暗殺亞歷山大二世。這次暗殺行動主要是由革命恐怖主義組織民意黨執行委員會秘密策劃，主要是由安德烈·熱里雅鮑夫負責規劃。民意黨希望藉由暗殺沙皇亞歷山大二世引發革命，並為社會帶來變革。實際負責暗殺的團隊則由索菲娅·佩罗夫斯卡娅帶領4名民意黨成員組成，並有2名成員實際參與暗殺行動。
1881年3月13日當天，沙皇亞歷山大二世乘坐封閉式馬車，從馴馬場廣場返回冬宮。在馬車經過橫跨格里博耶多夫運河的橋樑時，第一名刺客尼古拉·雷薩科夫先是投擲一顆自製的簡易手榴彈，導致沙皇的馬車爆炸毀損，並迫使亞歷山大二世下車。就在此時，第二名刺客伊格纳齐·赫雷涅维茨基投擲炸彈到亞歷山大二世腳下，導致亞歷山大二世重傷。在暗殺行動過後，亞歷山大二世隨即被送往冬宮，並在下午3時30分因為流血過多逝世。1883年，沙皇亞歷山大三世決定在亞歷山大二世遇刺地點興建滴血救世主教堂作為紀念，並在1907年落成。